# Lhokseumawe / Malikussaleh
Lhokseumawe / Malikussaleh är en flygplats i Indonesien. Den ligger i den västra delen av landet, 1 700 km nordväst om huvudstaden Jakarta. Lhokseumawe / Malikussaleh ligger 27 meter över havet.
Terrängen runt Lhokseumawe / Malikussaleh är platt. Havet är nära Lhokseumawe / Malikussaleh åt nordväst.Runt Lhokseumawe / Malikussaleh är det tätbefolkat, med 319 invånare per kvadratkilometer. Trakten runt Lhokseumawe / Malikussaleh består till största delen av jordbruksmark.